# Квириты
Квири́ты (куриты, лат. Quirites) — в Древнем Риме эпохи республики название римских граждан (cives), употреблявшееся обычно в официальных обращениях (Populus Romanus Quiritium).
Обычно считается, что этот этноним произошёл от имени бога Квирина. Некоторые исследователи считают его производным от coviria (курия, мужской союз). Отсюда квириты — первоначально члены курий, совокупность которых составила в процессе формирования римского государства римское гражданство. По другим гипотезам, значение слова «квириты» происходит от сабинского топонима — города Кур (лат. Cures) либо от сабинского названия копья — quiris.
Древнегреческий историк и доксограф Плутарх в своих «Жизнеописаниях» отмечает, что граждане Рима стали называться квиритами в знак примирения с сабинскими племенами после войны, разразившейся в результате знаменитого эпизода похищения сабинских жён. Это было своеобразной данью вновь образовавшемуся родственному союзу.